# エバーハルト・ジャバッハ

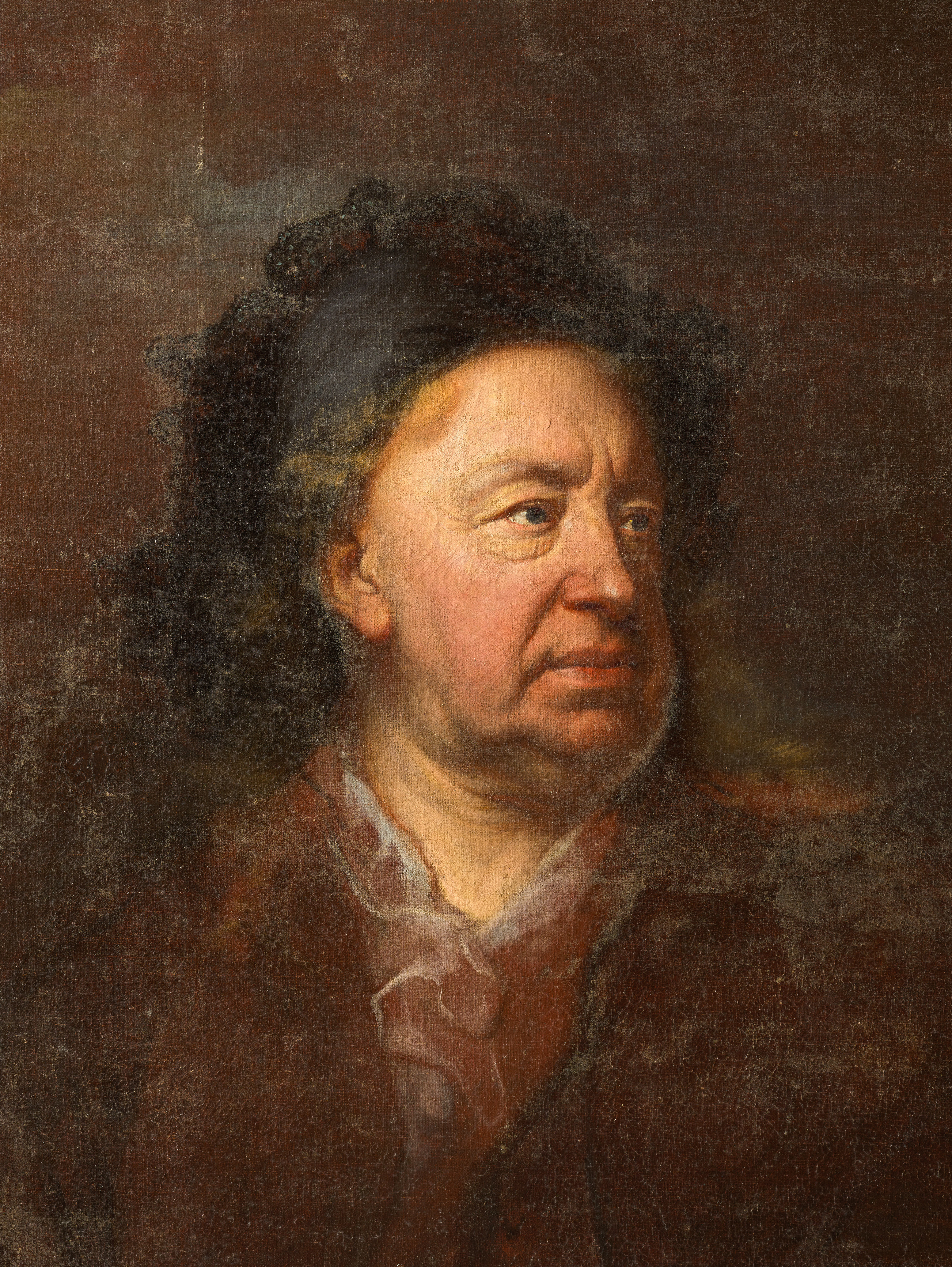
1688年のイアサント・リゴーの肖像画。

エバーハルト・ジャバッハ（仏: Everhard Jabach, あるいは Eberhard Jabach, 1618年7月10日-1695年3月9日）は、フランス王国の実業家、銀行家、美術コレクターである。フランス東インド会社の取締役。神聖ローマ帝国のケルンで生まれたが、後にフランスに帰化した。

## 生涯
エバーハルト・ジャバッハの父は一族の財産を増やし、その後スペイン領ネーデルラントのアントウェルペンに銀行を設立した。ジャバッハ自身は1638年にフランスに定住し、1647年にフランス国民として帰化した。1648年にはケルンのアンナ・マリア・デ・グルート（Anna Maria de Groote）と結婚した。彼女は市の評議員の娘であり、彼女との間に4人の子供が生まれた。イギリスの美術史家フランシス・ハスケルは、財務総監ジャン＝バティスト・コルベールの「工場」を管理するフランス東インド会社の取締役の1人であり、アムステルダムに拠点を置く商社と提携したジャバッハを「裕福な銀行家」と呼んだ。1671年にはジャバッハの財産は200万リーブルと評価されている。今では失われた、タウンハウスあるいはオテル・パルティキュリエールはヌーヴ＝サン＝マリ通り（rue Neuve-Saint-Merri）にあり、彼はそこで劇を上演した。

## コレクション

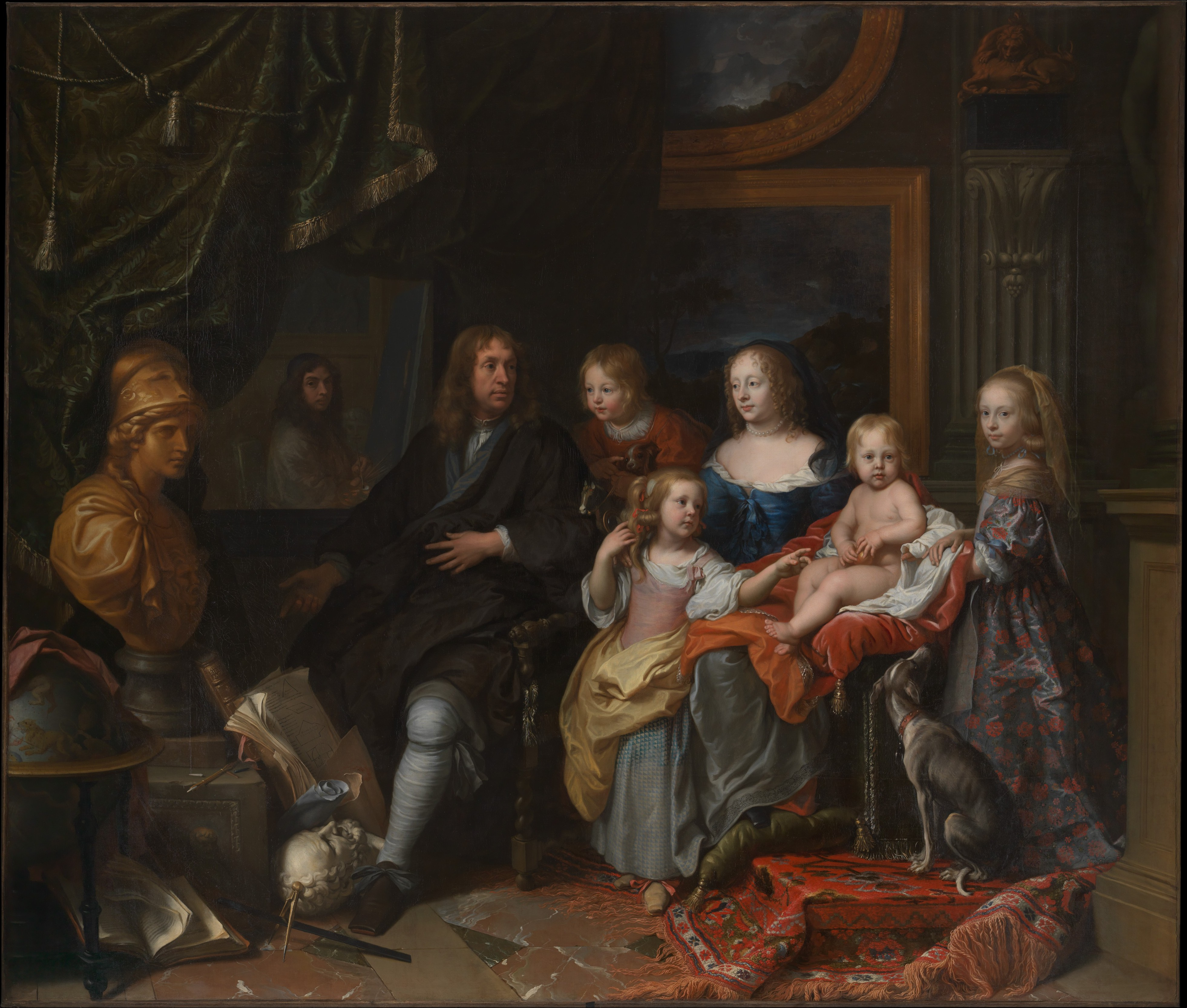
シャルル・ルブランの肖像画。メトロポリタン美術館版。

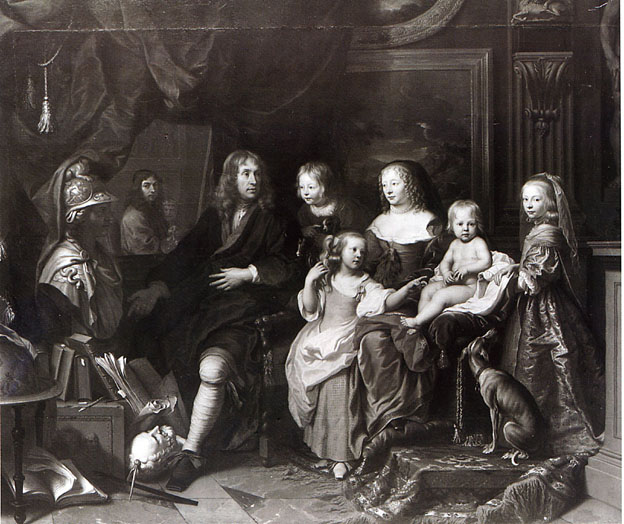
シャルル・ルブランの肖像画。カイザー＝フリードリヒ美術館版。

ジャバッハは、ラファエロ、カラッチ兄弟、ルーベンス、ポール・ブリル、アルブレヒト・デューラー、シャルル・ルブラン、ニコラ・プッサンによる素描、絵画、彫刻、美術品、ブロンズ像、版画のコレクターとして特に有名である。ジャバッハはこれらのコレクションをイタリアのルドヴィージ家のコレクションや、アランデル伯爵トマス・ハワードの未亡人アリシア、イングランド国王チャールズ1世、その他のドイツのコレクションおよびルーベンスの遺産から得ている。彼が所有した素描の一部はヴァザーリの有名な『リブロ・デ・ディセーニ』のポートフィリオに由来している。1661年から1662年、および1671年に、ジャヴァッはコレクションの多くをルイ14世に譲渡した。1671年の売却では合計5,000枚の素描を手放しており、現在これらはルーヴルに所蔵されている。
ジャバッハの肖像画は1636年から1637年のアンソニー・ヴァン・ダイク（エルミタージュ美術館所蔵）や1688年のイアサント・リゴーを含む当時の著名な芸術家によって描かれ、1660年頃には宮廷画家シャルル・ルブランが一家の肖像画を描いている。ルブランの肖像画は2014年以降はニューヨークのメトロポリタン美術館に所蔵されていた。またヴァリアントがベルリンのカイザー＝フリードリヒ美術館（現ボーデ美術館）に所蔵されていたが、こちらは第二次世界大戦の戦火で消失している。
ジャバッハは清教徒革命で処刑されたチャールズ1世のコレクションがロンドンで競売にかけられた際にジュール・マザラン枢機卿の代理人を務め、フランスやスペインの国王、あるいは神聖ローマ皇帝の代理人と購入をめぐって競った。ジャバッハは購入にあたってロンドンの代理人、特に Oudancour と呼ばれるフランス商人を用いた。彼は合計20枚を超える非常に質の高い絵画を購入し、これらのほとんどは枢機卿の死後にフランスの王室コレクションに加わった。
ジャバッハのコレクションの一側面は、2013年に「ルイ14世の宮廷におけるドイツ人、デューラーからヴァン・ダイクまで：北方芸術のエバーハルト・ジャバッハ・コレクション」として、ルーヴル美術館で開催された展覧会で取り上げられた。

### 絵画
ジャバッハが収集した著名な絵画には以下のような作品がある。
- ヤン・ファン・エイク『ドレスデンの祭壇画』（アルテ・マイスター絵画館所蔵）
- アルブレヒト・デューラー『ジャバッハの祭壇画』（中央パネルが失われ、両サイドのパネルがヴァルラフ・リヒャルツ美術館とシュテーデル美術館に所蔵されている)
- レオナルド・ダ・ヴィンチ『洗礼者聖ヨハネ』（ルーヴル美術館所蔵）
- アーニョロ・ブロンズィーノ『彫刻家の肖像』（ロンドン・ナショナル・ギャラリー所蔵）
- ティツィアーノ・ヴェチェッリオ、あるいはジョルジョーネ『田園の奏楽』（ルーヴル美術館所蔵）
- ティツィアーノ・ヴェチェッリオ『キリストの埋葬』（ルーヴル美術館所蔵）
- ティツィアーノ・ヴェチェッリオ『手袋を持つ男』（ルーヴル美術館所蔵）
- ティツィアーノ・ヴェチェッリオ『結婚の寓意』（ルーヴル美術館所蔵）
- コレッジョ『眠れるヴィーナスとキューピッド、サテュロス』（ルーヴル美術館所蔵）
- コレッジョ『美徳の寓意』と『悪徳の寓意』（マントヴァのイザベラ・デステの書斎に由来する作品。ともにルーブル美術館所蔵）
- ミケランジェロ・メリージ・ダ・カラヴァッジョ『聖母の死』（ルーヴル美術館所蔵）
- オラツィオ・ジェンティレスキ『エジプトへの逃避途上の休息』（バーミンガム美術館所蔵）

### ギャラリー

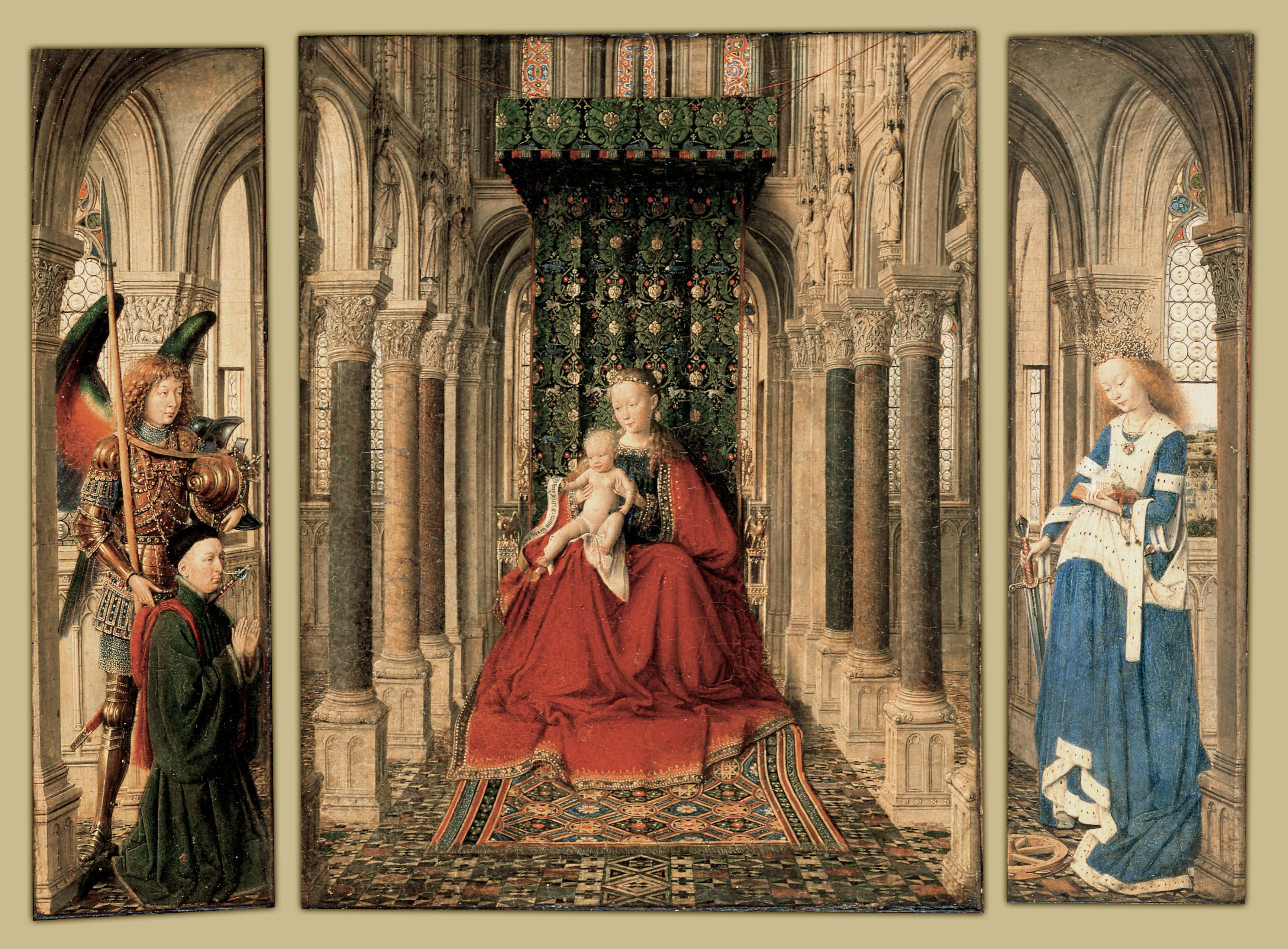
ヤン・ファン・エイク『ドレスデンの祭壇画』アルテ・マイスター絵画館所蔵
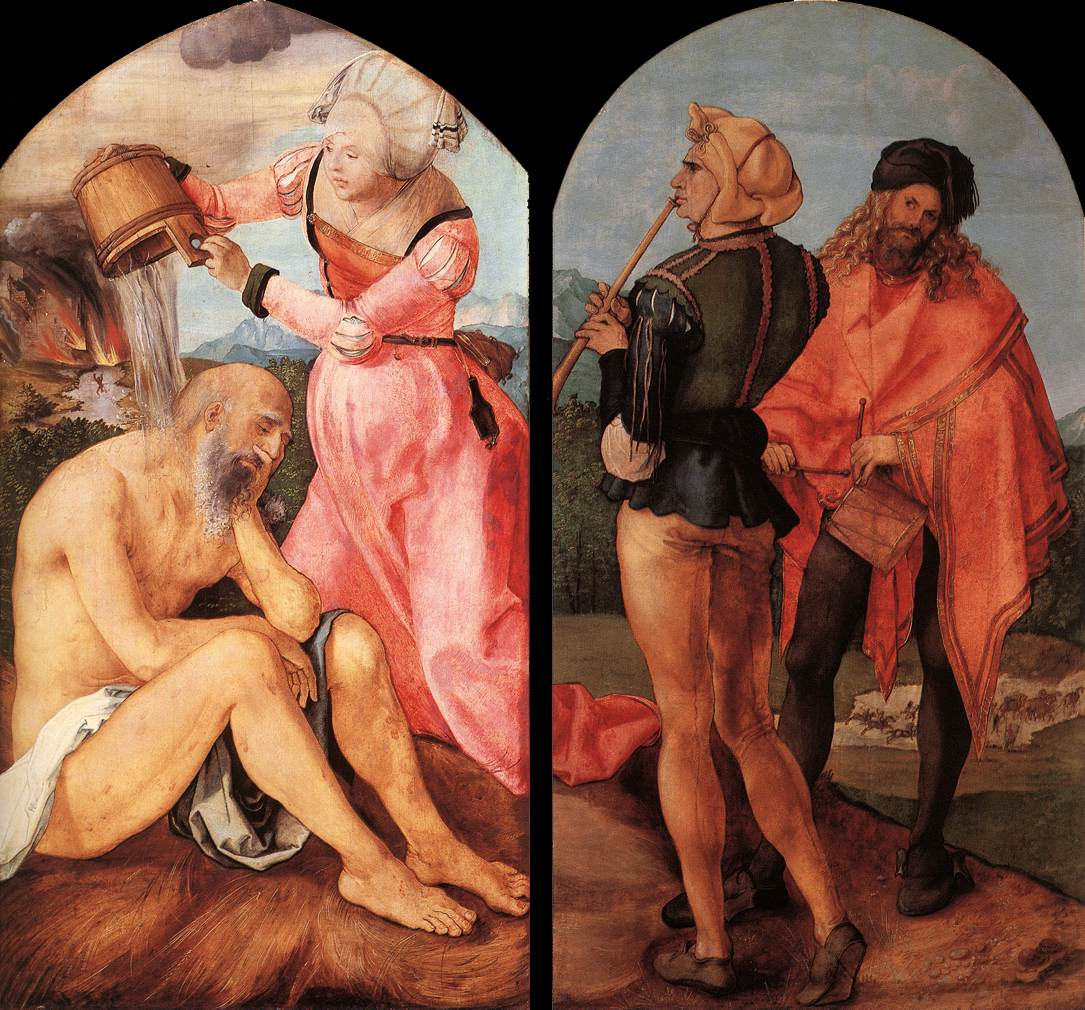
アルブレヒト・デューラー 『ジャバッハの祭壇画』ヴァルラフ・リヒャルツ美術館・シュテーデル美術館所蔵
レオナルド・ダ・ヴィンチ 『洗礼者聖ヨハネ』ルーヴル美術館所蔵
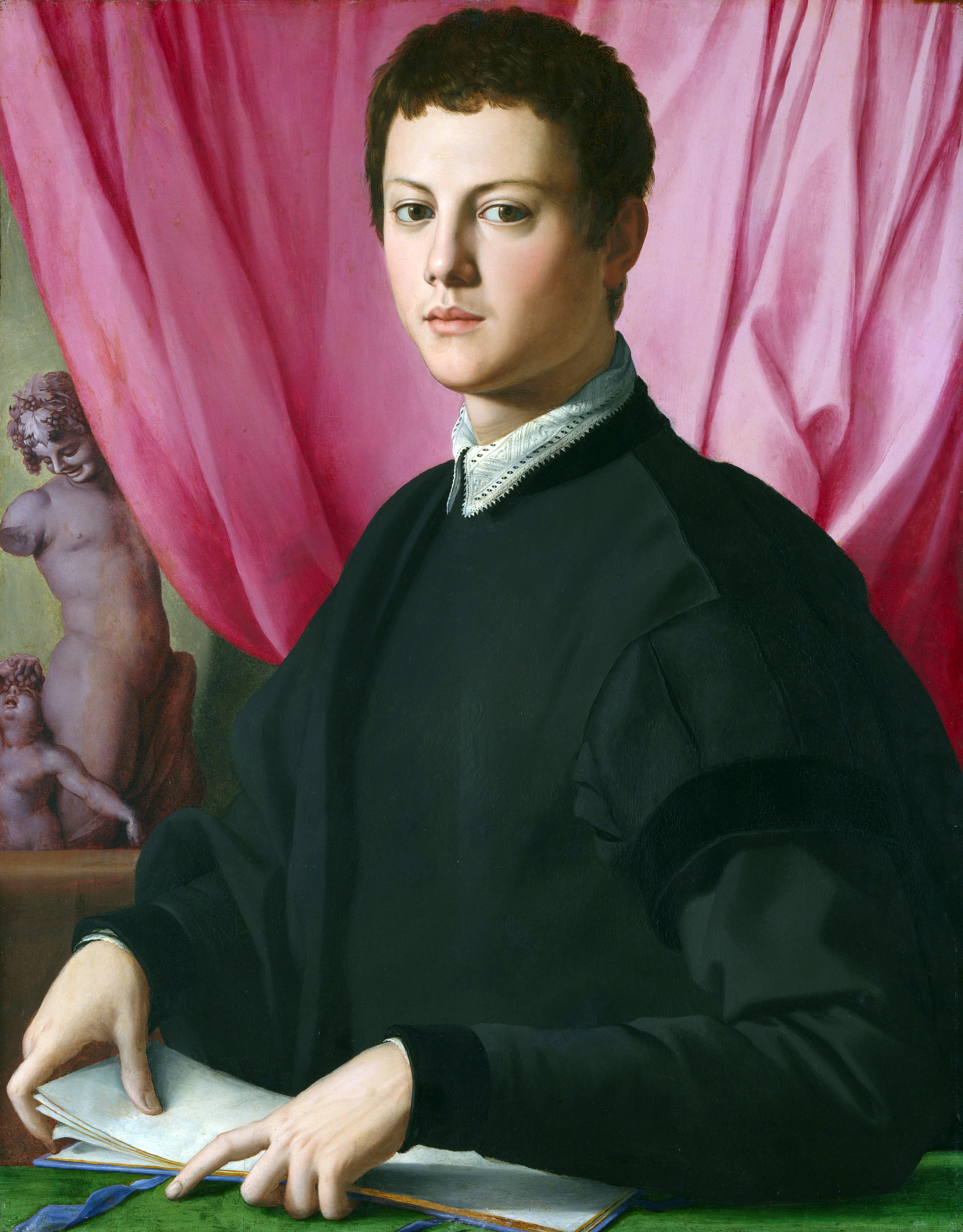
アーニョロ・ブロンズィーノ『彫刻家の肖像』ロンドン・ナショナル・ギャラリー所蔵
ティツィアーノ・ヴェチェッリオあるいはジョルジョーネ『田園の奏楽』ルーヴル美術館所蔵
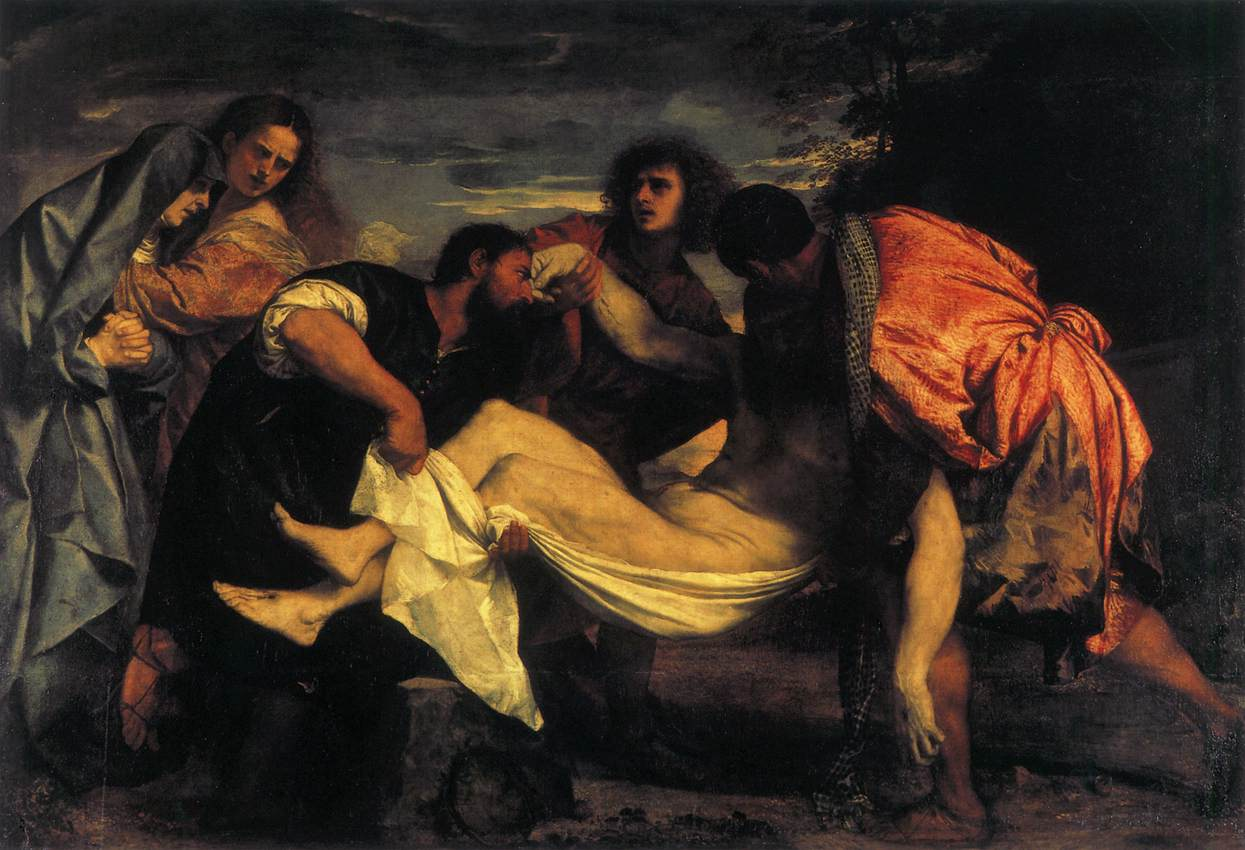
ティツィアーノ・ヴェチェッリオ『キリストの埋葬』ルーヴル美術館所蔵
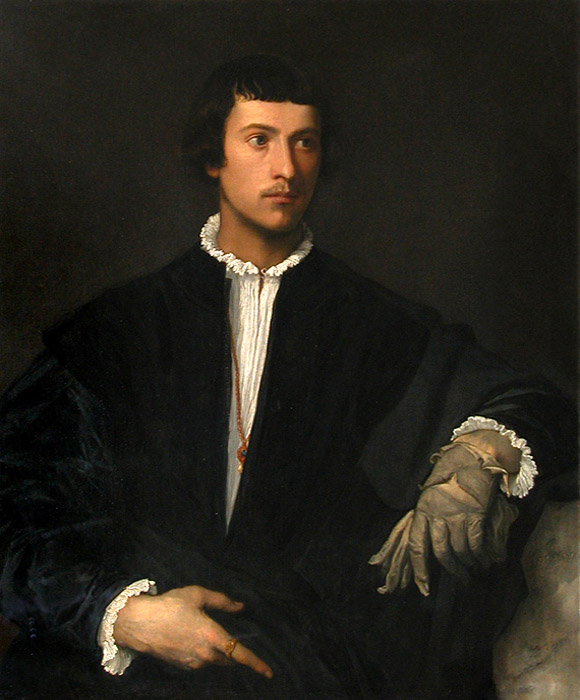
ティツィアーノ・ヴェチェッリオ『手袋を持つ男』ルーヴル美術館所蔵
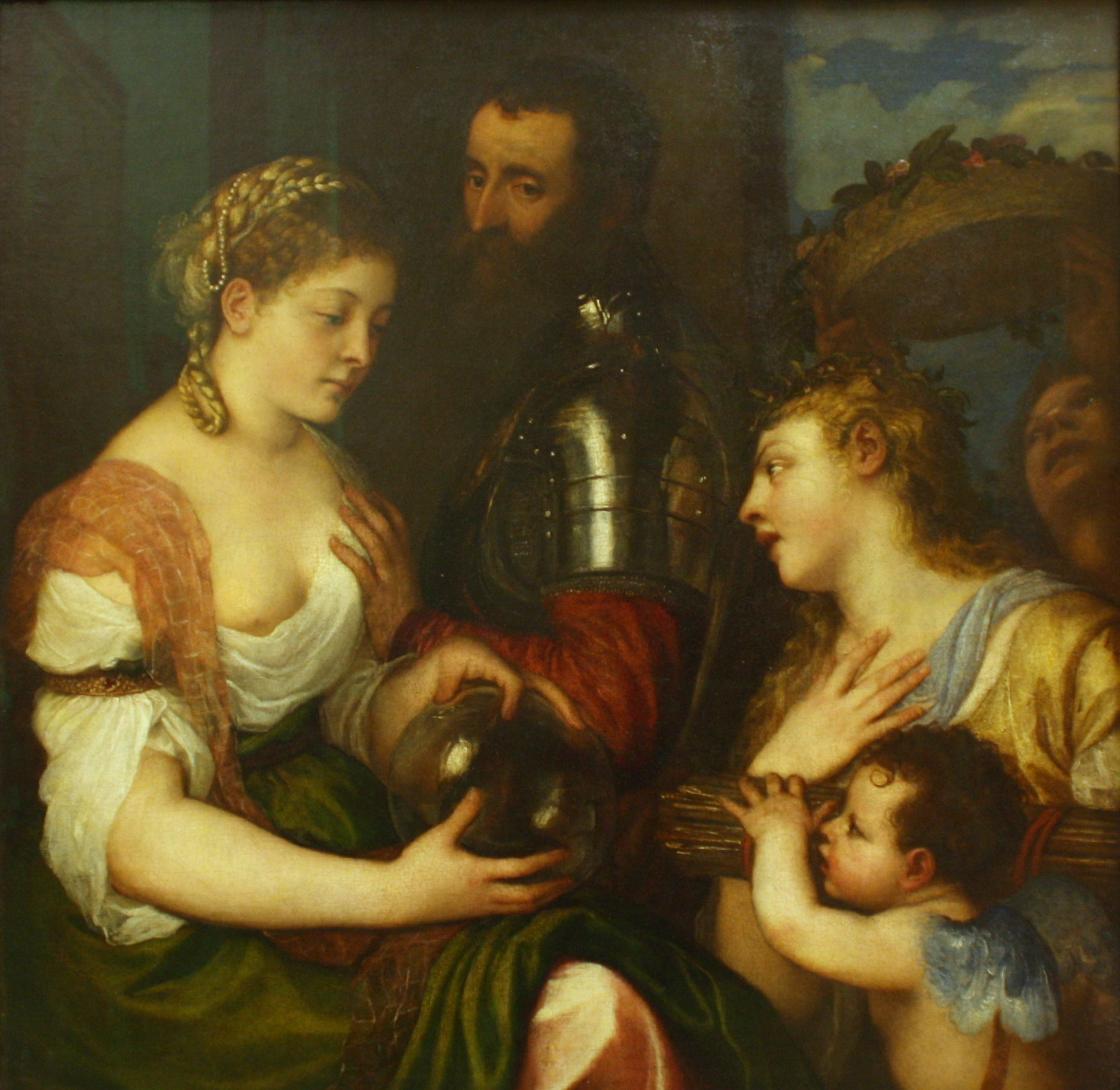
ティツィアーノ・ヴェチェッリオ『結婚の寓意』ルーヴル美術館所蔵
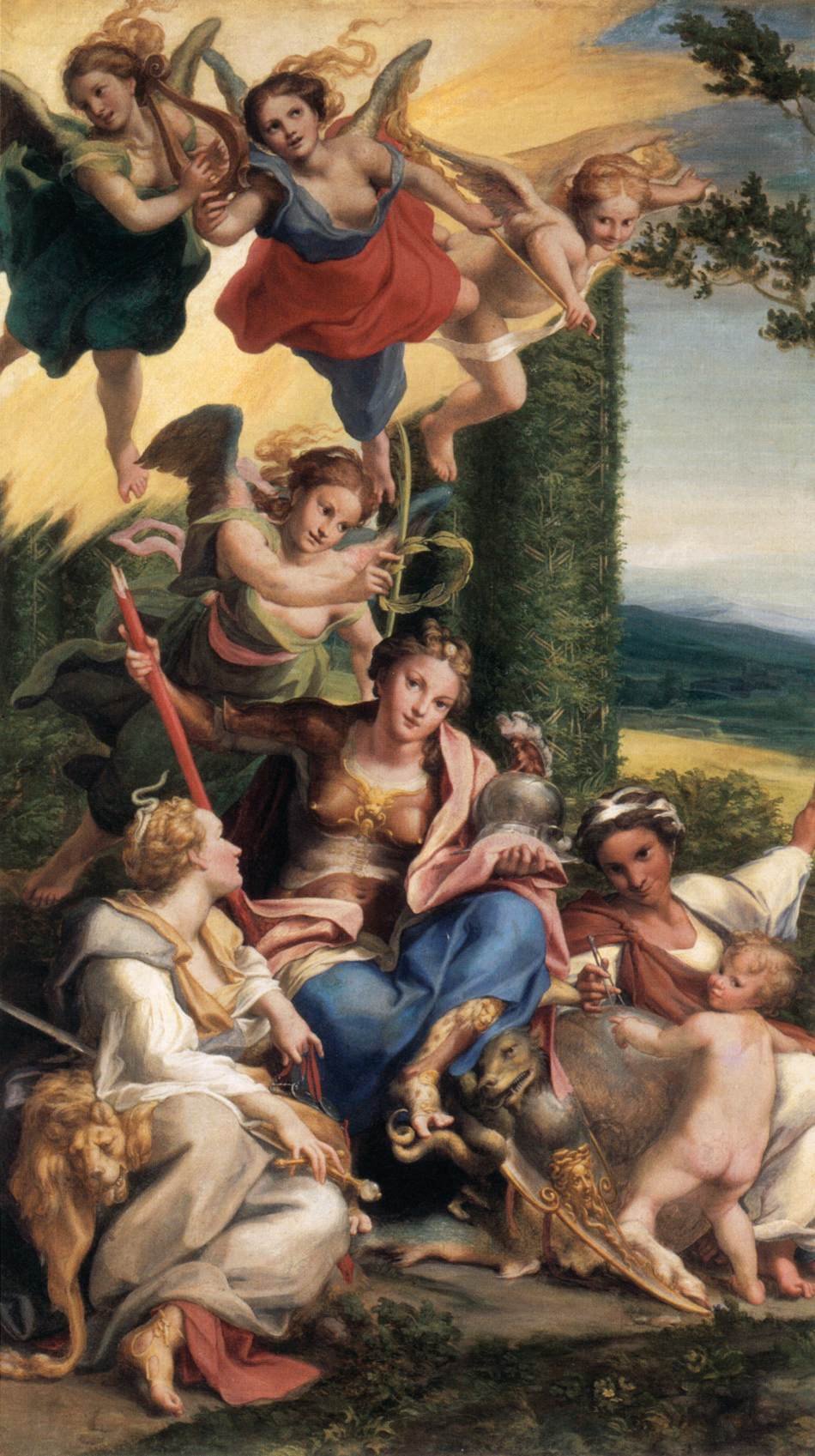
コレッジョ『美徳の寓意』 ルーブル美術館所蔵
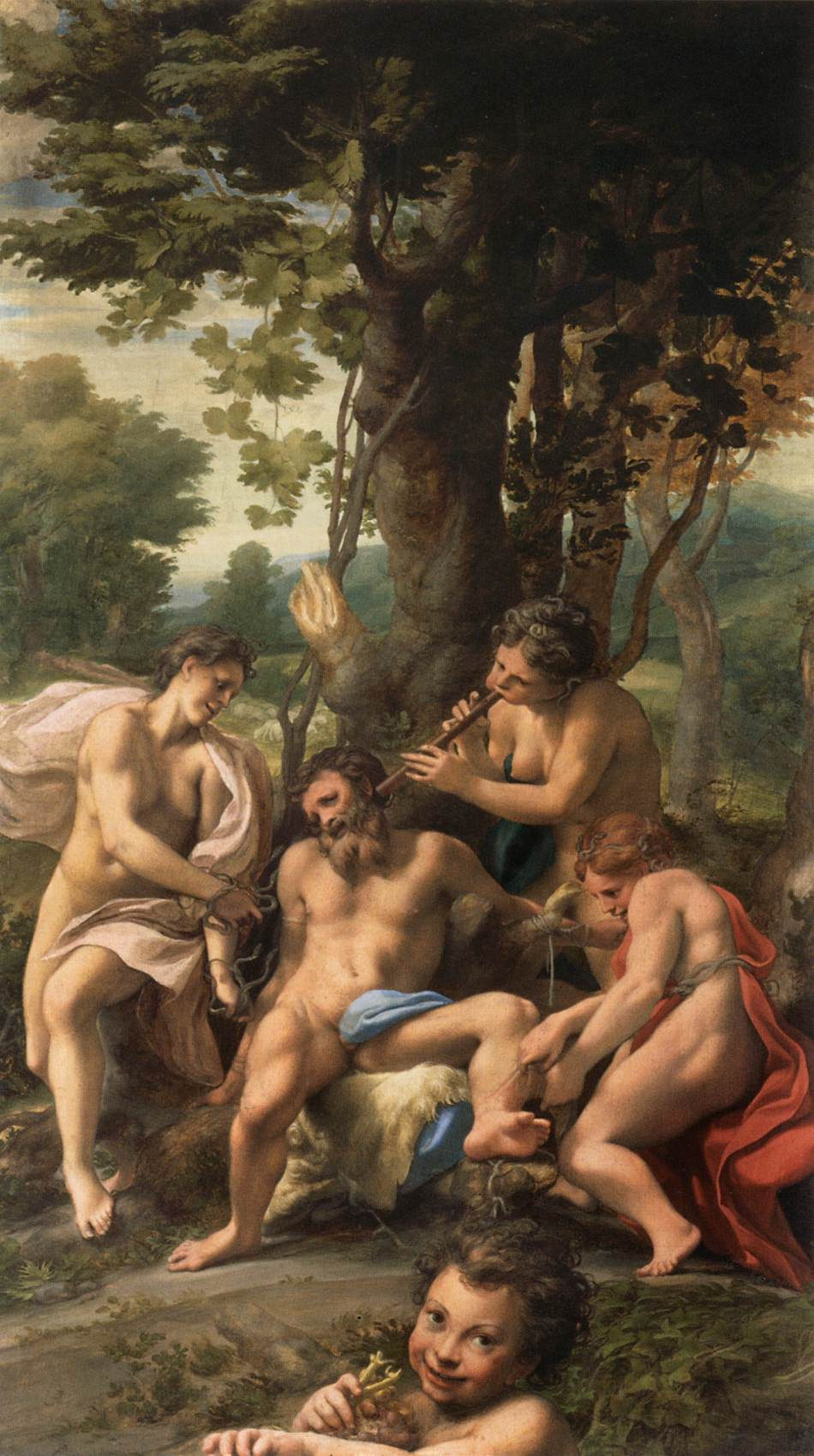
コレッジョ『悪徳の寓意』 ルーブル美術館所蔵
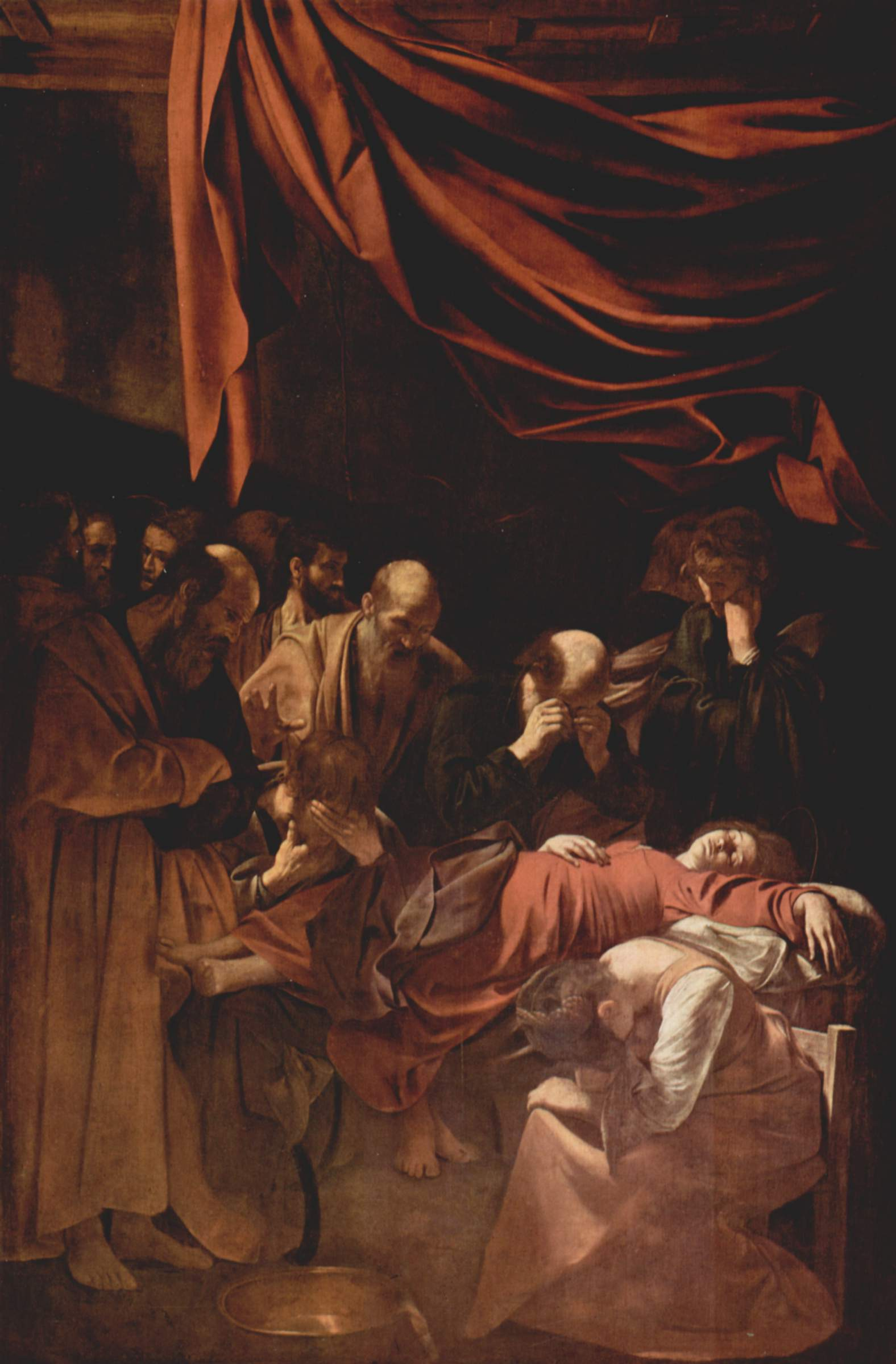
ミケランジェロ・メリージ・ダ・カラヴァッジョ『聖母の死』 ルーヴル美術館所蔵
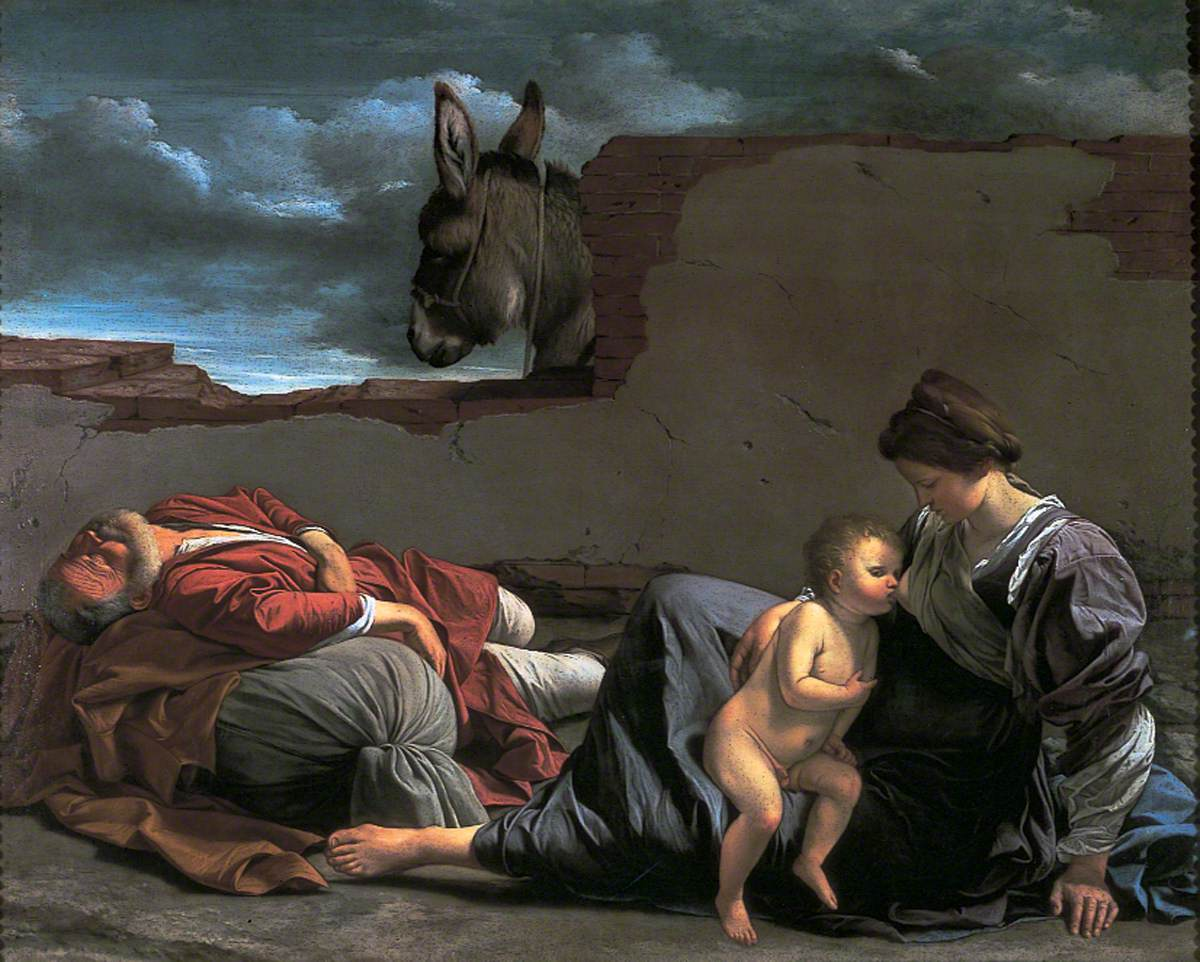
オラツィオ・ジェンティレスキ『エジプトへの逃避途上の休息』バーミンガム美術館所蔵